# Smaragdmossa
Smaragdmossa (Dicranella heteromalla) är en mossa som växer på skuggiga platser och bildar omkring 1-2 centimeter, glänsande gröna tuvor. Den föredrar sandig jord och undviker kalkrik mark.
Mossans blad är mycket smala och 3-5 millimeter långa. Dess sporhus bärs upp av gulaktiga skaft och är brunrödaktiga i färgen.
Växtområde: större delen av norra hemisfären. I Sverige allmän i Skåne - Dalarna.